# アキの奏で
『アキの奏で』（アキのかなで）は、2015年4月17日に『アニメミライ2015』の一環として公開されたJ.C.STAFFによるアニメ映画作品。

## 概要
文化庁の平成26年度若手アニメーター育成プロジェクトの参加作品として、『ハッピーカムカム』『音楽少女』『クミとチューリップ』と共に制作され、2015年4月から毎日放送やアニマックスにてのテレビ放送および、2015年4月17日からTOHOシネマズ新宿ほかにて劇場公開された。
熊本が舞台ということもあり、2015年10月31日に開催された全国日本声優コンテスト「声優魂」の第2回熊本大会では、アフレコ審査課題作品として用いられている。

## あらすじ
子供の頃からの地元熊本の祭りへの参加から、太鼓が好きだったアキは東京で太鼓奏者として活動しているが、演奏活動だけで生活することは難しく、アルバイトしながらの日々を過ごしていた。ある日、熊本の恩師から長い間途切れていた太鼓祭りの復活に際し、技術指導してほしいとの連絡を受けたアキは帰郷する。

## 登場人物
宮川アキ
声 - 佐藤利奈
本作の主人公。

吉岡道夫
声 - 浜田賢二
アキが通った和太鼓教室の恩師であり、高校の担任兼和太鼓部の顧問。

林田尚人
声 - 古川慎、寺崎裕香（子供時代）
アキが通っていた和太鼓教室の同期生であり、中学まで同じ。アキに恋心を抱いていた。

奥村恵
声 - 釘宮理恵
アキの小学生時代から高校時代までの同期生。アキの誘いにより高校で和太鼓部に入る。

松本あかね
声 - 中原麻衣
アキの小学生時代から高校時代までの同期生。アキの誘いにより高校で和太鼓部に入る。

宮川佳枝
声 - 岡田恵
アキの母。

宮川イワ
声 - 宮沢きよこ
アキの祖母。

宮川正三
声 - 斧アツシ
アキの父。

須藤美園
声 - 神山裕紀
アキの後輩。高校2年生、和太鼓部。

山川佑月
声 - 橋本啓子
アキの後輩。高校1年生、和太鼓部。

古屋紗
声 - 福山綾夏

団長
声 - 山本格

太鼓奏者
声 - 村田太志

お祭り実行委員A
声 - 堀田智之
お祭り実行委員B
声 - 相馬康一

## スタッフ
- 原案 - J.C.STAFF、石田美由紀
- 監督 - 鈴木洋平
- 演出・絵コンテ - 石田美由紀
- 脚本 - 倉太和久
- キャラクター原案 - 田辺香奈
- 作画監督・キャラクターデザイン - 八重樫洋平
- 作画監督補佐 - 梶谷光春
- 若手原画 - 佐藤嵩光、奥谷遥、小松沙奈、前田ゆり子、中田久美子、泉しづか
- 中堅原画 - 坂本哲也、森七奈
- 動画チェック - 五十川綾子
- 美術監督 - 髙野真希
- 美術設定 - 廣瀬義憲、髙野真希
- 色彩設計 - 小島由佳
- 撮影監督 - 間中秀典
- 編集 - 新見元希
- 音響監督 - 岩浪美和
- 音楽 - 高山英丈
- プロデューサー - 松倉友二
- アニメーション制作プロデューサー - 藤代敦士
- 企画・制作 - J.C.STAFF
- 協力 - 熊本県立宇土高等学校和太鼓部

## 放送局
| 放送地域   | 放送局       | 放送期間     | 放送系列            | 備考 |
| ---------- | ------------ | ------------ | ------------------- | ---- |
| 近畿広域圏 | 毎日放送     | 2015年4月3日 | TBS系列             |      |
| 日本全域   | アニマックス | 2015年4月5日 | アニメ専門BS/CS放送 |      |